# جودو در المپیک تابستانی ۱۹۸۴
جودو در بازی‌های المپیک تابستانی ۱۹۸۴ نام رویداد ورزش جودو در بازی‌های المپیک تابستانی بود که در سال ۱۹۸۴ برگزار شد.

## نتایج
| بازی‌ها                  | طلا                      | نقره                              | برنز                                                          |
| Extra Lightweight 60 kg | شینجی هوسوکاوا · ژاپن    | کیم جائه-یوپ · کره جنوبی          | نیل اکرزلی · بریتانیای کبیر ادوارد لیدی · ایالات متحده آمریکا |
| Half Lightweight 65 kg  | یوشیوکی ماتسوکا · ژاپن   | هوانگ جونگ-اوه · کره جنوبی        | مارک آلکساندر · فرانسه یوزف رایتر · اتریش                     |
| Lightweight 71 kg       | آن بیونگ-کن · کره جنوبی  | اتزیو گامبا · ایتالیا             | کریت براون · بریتانیای کبیر لوئیس اونمورا · برزیل             |
| Half Middleweight       | فرانک وینکه · آلمان غربی | نیل آدامز · بریتانیای کبیر        | میرچا فراتیسا · رومانی میشل نوواک · فرانسه                    |
| Middleweight 86 kg      | پتر سایسنباخر · اتریش    | رابرت برلند · ایالات متحده آمریکا | والتر کارمونا · برزیل سیکی نوسه · ژاپن                        |
| Half Heavyweight        | ها هیونگ-جو · کره جنوبی  | داگلاس وییرا · برزیل              | بیارنی فریوریکسون · ایسلند گونتر نویرویتر · آلمان غربی        |
| Heavyweight +95 kg      | هیتوشی سایتو · ژاپن      | آنژلو پاریزی · فرانسه             | مارک برگر · کانادا چو یونگ-چول · کره جنوبی                    |
| Open category           | یاسوهیرو یاماشیتا · ژاپن | محمد علی رشوان · مصر              | میهای کیوک · رومانی آرتور شنابل · آلمان غربی                  |

## جدول مدال‌ها
| رتبه  | کشور                      | طلا | نقره | برنز | مجموع |
| ۱     | ژاپن (JPN)                | ۴   | ۰    | ۱    | ۵     |
| ۲     | کره جنوبی (KOR)           | ۲   | ۲    | ۱    | ۵     |
| ۳     | آلمان غربی (FRG)          | ۱   | ۰    | ۲    | ۳     |
| ۴     | اتریش (AUT)               | ۱   | ۰    | ۱    | ۲     |
| ۵     | برزیل (BRA)               | ۰   | ۱    | ۲    | ۳     |
| ۵     | فرانسه (FRA)              | ۰   | ۱    | ۲    | ۳     |
| ۵     | بریتانیای کبیر (GBR)      | ۰   | ۱    | ۲    | ۳     |
| ۸     | ایالات متحده آمریکا (USA) | ۰   | ۱    | ۱    | ۲     |
| ۹     | مصر (EGY)                 | ۰   | ۱    | ۰    | ۱     |
| ۹     | ایتالیا (ITA)             | ۰   | ۱    | ۰    | ۱     |
| ۱۱    | رومانی (ROU)              | ۰   | ۰    | ۲    | ۲     |
| ۱۲    | کانادا (CAN)              | ۰   | ۰    | ۱    | ۱     |
| ۱۲    | ایسلند (ISL)              | ۰   | ۰    | ۱    | ۱     |
| مجموع | مجموع                     | ۸   | ۸    | ۱۶   | ۳۲    |